# Marie-Christine Barrault
Marie-Christine Barrault (Parigi, 21 marzo 1944) è un'attrice francese.
È stata candidata all'Oscar alla miglior attrice per il film Cugino, cugina.

## Biografia
Nipote dell'attrice Madeleine Renaud e del regista e attore Jean-Louis Barrault, dal quale ereditò la vocazione artistica, è stata sposata con il produttore Daniel Toscan du Plantier e successivamente con il regista Roger Vadim, dal 1990 fino alla morte di quest'ultimo (2000).
Esordì al cinema nel 1969 ne La mia notte con Maud, di Éric Rohmer, che le affidò il ruolo di Françoise, terzo lato di un complicato triangolo amoroso con Jean-Louis Trintignant e Françoise Fabian. Definita “gli occhi azzurri della Nouvelle Vague”, lavorerà più volte col grande regista francese. 
Nel corso della sua lunga carriera cinematografica ha lavorato in tutto il mondo, diretta da molti grandi registi, tra cui Woody Allen, Andrzej Wajda, Manoel de Oliveira e Fabio Carpi.  
Nel 2024 torna ad essere protagonista al cinema in un film italiano, Per il mio bene, opera prima di Mimmo Verdesca, in cui interpreta il ruolo complesso di una madre ferita e tormentata da un passato sconvolgente. 

## Filmografia parziale
- La mia notte con Maud (Ma nuit chez Maud), regia di Éric Rohmer (1969)
- Che carriera che si fa con l'aiuto di mammà!... (Le Distrait), regia di Pierre Richard (1970)
- Chi ha il diritto di uccidere? (Les Intrus), regia di Sergio Gobbi (1972)
- L'amore il pomeriggio (L'amour l'après-midi), regia di Eric Rohmer (1972)
- Cugino, cugina (Cousin cousine), regia di Jean-Charles Tacchella (1975)
- Il tocco della medusa (The Medusa Touch), regia di Jack Gold (1978)
- Il fuorilegge (Perceval le Gallois), regia di Eric Rohmer (1978)
- Donna tra cane e lupo (Een vrouw tussen hond en wolf), regia di André Delvaux (1979)
- Stardust Memories, regia di Woody Allen (1980)
- Tavolo per cinque (Table for Five), regia di Robert Lieberman (1983)
- Un amore in Germania (Eine Liebe in Deutschland), regia di Andrzej Wajda (1983)
- Un amore di Swann (Un Amour de Swann), regia di Volker Schlöndorff (1984)
- Pianoforte, regia di Francesca Comencini (1984)
- Il potere del male (Paradigma), regia di Krzysztof Zanussi (1985)
- Le Soulier de satin, regia di Manoel de Oliveira (1985)
- L'opera al nero (L'oeuvre au noir), regia di André Delvaux (1988)
- Jésus de Montréal, regia di Denys Arcand (1989)
- Donne di piacere (Dames galantes), regia di Jean-Charles Tacchella (1990)
- L'amore necessario, regia di Fabio Carpi (1991)
- La prossima volta il fuoco, regia di Fabio Carpi (1993)
- Bonsoir, regia di Jean-Pierre Mocky (1994)
- Obsession, regia di Peter Sehr (1997)
- La dilettante, regia di Pascal Thomas (1999)
- Azzurro, regia di Denis Rabaglia (2000)
- Trivial - Scomparsa a Deauville (La disparue de Deauville), regia di Sophie Marceau (2007)
- Non ma fille, tu n'iras pas danser, regia di Christophe Honoré (2009)
- L'arte della fuga (L'art de la fugue), regia di Brice Cauvin (2014)
- La fête des mères, regia di Marie-Castille Mention-Schaar (2018)
- I salici ciechi e la donna addormentata (Saules aveugles, femme endormie), regia di Pierre Földes (2022) - voce
- Per il mio bene, regia di Mimmo Verdesca (2024)

## Doppiatrici italiane
- Melina Martello in Stardust Memories, Alphonse
- Vittoria Febbi in La mia notte con Maud
- Angiola Baggi ne L'amore necessario